# Hypercompe oculatissima
Hypercompe oculatissima là một loài bướm đêm thuộc phân họ Arctiinae, họ Erebidae.